# بیله اولانشت
شهر بیله اولانشت (به رومانیایی: Băile Olăneşti) در شهرستان ولچه در کشور رومانی واقع شده‌است. جمعیت این شهر ۴٬۸۱۴ نفر  است.